# Alla conquista dei dollari
Alla conquista dei dollari (The Toast of New York) è un film del 1937 diretto da Rowland V. Lee.
Interpretato da Edward Arnold nel ruolo del protagonista, Cary Grant, Frances Farmer, Jack Oakie e Donald Meek, è la biografia romanzata - ed edulcorata - di Jubilee Jim Fisk, uno dei tycoon più spregiudicati e conosciuti della seconda metà dell'Ottocento.

## Trama
Arricchitisi con il contrabbando durante la guerra civile americana, Jim Fisk e Nick Boyd scoprono ben presto di aver perso tutto perché Luke, il loro terzo socio, ha investito i proventi dei loro commerci in titoli della Confederazione, ormai senza alcun valore. Non volendo arrendersi alla cattiva sorte, Fisk trova il modo di mettere comunque a frutto le obbligazioni acquisendo le attività di Daniel Drew nel settore delle spedizioni e dei trasporti. Per festeggiare, i tre soci vanno a teatro ad assistere a una rivista musicale francese. Fisk, colpito da Josie, la bella cameriera della diva, si mette a farle la corte. Completamente infatuato di lei, decide di finanziare uno spettacolo di cui Josie, aspirante attrice, sarà la protagonista. Suscita, in questo modo, la gelosia di Boyd, innamorato anche lui della ragazza. Intanto Drew, per evitare di essere completamente fagocitato da Cornelius Vanderbilt, un suo concorrente, propone a Fisk un piano per evitare che Vanderbilt comperi la sua compagnia ferroviaria, la Erie Railroad. È l'occasione per Fisk di espandersi ulteriormente, entrando in conflitto con Vanderbilt. Perseguitato da investitori infuriati, Fisk si rifugia nel New Jersey, dove si fa costruire una roccaforte in stile militare.
A New York, al debutto dello spettacolo di Josie, gran parte del pubblico, composto da gente che ha perso il proprio denaro a causa di Fisk, si accanisce contro di lei che, per gratitudine, ha accettato di sposare il magnate. Con il cuore spezzato, l'innamorato Boyd se ne va via, lasciando il socio che ormai è totalmente preso dalla sua smania di successo, tanto da provocare a Wall Street il Venerdì nero del 24 settembre 1869, con il crollo del prezzo dell'oro. Lo speculatore sarà fermato prima dal presidente Grant, che ormai è obbligato a intervenire contro di lui; poi, dalla pallottola di uno degli investitori che, per vendicarsi di essere stato ridotto in miseria dalle sue manovre, gli spara. Prima di morire, Fisk benedice Josie e Boyd.

## Produzione
Il film, prodotto dalla RKO Radio Pictures (An Edward Small Production), venne girato dal 14 dicembre 1936 a metà aprile 1937.

## Distribuzione
Il copyright del film, richiesto dalla RKO Radio Pictures, Inc., fu registrato il 22 luglio 1937 con il numero LP7472.
Il film fu presentato in prima a New York il 22 luglio 1937 per essere poi distribuito in sala qualche giorno più tardi, il 30 luglio 1937. Sebbene non fosse un brutto film, per la RKO si rivelò essere l'investimento più disastroso dell'anno: costato 1.072.000 dollari, ne incassò alla fine solo 542.000.